# Mononychellus virosus
Mononychellus virosus är en spindeldjursart som först beskrevs av Meyer 1974.  Mononychellus virosus ingår i släktet Mononychellus och familjen Tetranychidae. Inga underarter finns listade i Catalogue of Life.